# Leandro Müller

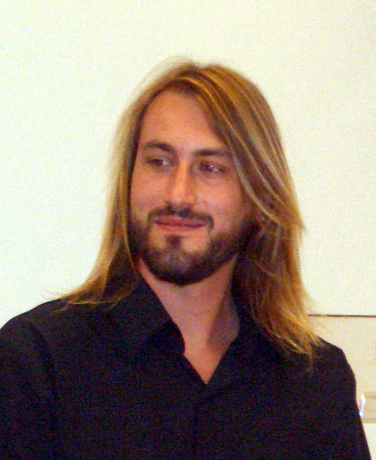
Leandro Müller

Leandro Müller (* 14. November 1978 in Juiz de Fora, Brasilien) ist ein brasilianischer Schriftsteller.

## Leben
Leando Müller besuchte die Staatliche Universität von Rio de Janeiro, die er in den Fächern Journalismus, Werbung und Verlagswesen abschloss. Des Weiteren belegte er an der Staatlichen Universität von Rio de Janeiro und der Universität Porto Kurse in Philosophie. Seit 2004 widmet er sich außerdem der Schrift und ist als Verleger und Buchhändler tätig.
Im Jahr 2006 veröffentlichte Leandro Müller seinen ersten Roman „O Código Aleijadinho“ (Der Code des Aleijadinho), einen Polit-Thriller, der in fünf historischen Städten des brasilianischen Bundesstaates Minas Gerais spielt und von verschiedenen kunsthistorischen Persönlichkeiten Brasiliens handelt.
Im Jahr 2008 wurde er in Spanien für sein Werk „Pequeño Tratado Hermético sobre Efectos de Superficie“ (Kleine hermetische Abhandlung über die Auswirkungen von Oberflächlichkeit) mit dem Preis „Prémio Máster en Edición do Santillana Formación“ ausgezeichnet. Dieses literarische Werk wurde im gleichen Jahr von dem geschichtsträchtigen Verlag der Universität Salamanca „Ediciones Universidad Salamanca“ publiziert. Im Buch findet sich ein Vorort des spanischen Schriftstellers Enrique Vila-Matas.

## Werke
- O Código Aleijadinho. Editora Espaço e Tempo, Rio de Janeiro, 2006. (Der Code des Aleijadinho)
- Pequeño Tratado Hermético sobre Efectos de Superficie. Ediciones Universidad Salamanca, Salamanca, 2008. (Kleine hermetische Abhandlung über die Auswirkungen von Oberflächlichkeit)
- Clebynho, o babalorixá aprendiz.  Editora Pallas, Rio de Janeiro, 2010. (Jugendliteratur)
- Eu queria um livro… Ediouro Publicações, Rio de Janeiro, 2010. (Erzählungen)
- Como editar seu próprio livro. Editora Ilustração, Rio de Janeiro, 2010. (Essay)

## Auszeichnungen
- Menção honrosa no concurso de poesia da Associação de Estudantes da Universidade do Porto (Portugal, 2007)
- Prémio Máster en Edición do Santillana Formación (Spanien, 2008)